# Incidente de la proskynesis

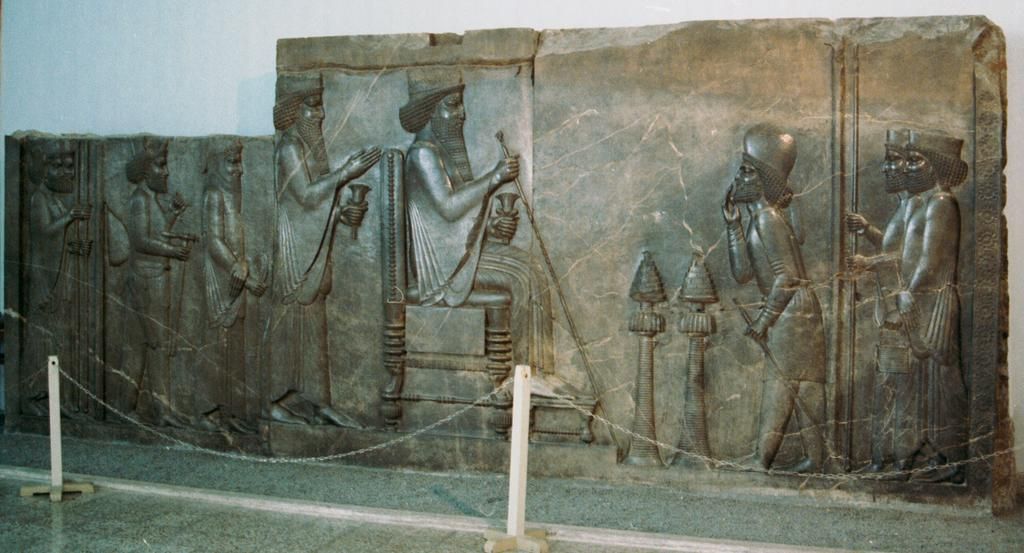
Un rey persa en el trono (centro), junto a sus cortesanos haciendo proskynesis (derecha). Relieve de la apadana de Persépolis.

El incidente de la proskynesis fue uno de los sucesos en la vida de Alejandro Magno que más ejemplificó la conversión del rey macedonio provocada por el poder absoluto. Muchos historiadores antiguos, griegos y especialmente de la época romana, tomaron el hecho como la muestra más clara de la transformación del joven rey en un tirano producto del embelesamiento al apoderarse del Imperio aqueménida.

## Antecedentes
Si bien la costumbre del beso como medio de salutación era una práctica común en el antiguo Oriente, se reconoce como uno de sus inicios en la antigua Asiria, de donde los medos lo tomaron para posteriormente ser adoptado por los persas.
Según Heródoto, la proskynesis era una costumbre en boga en el Imperio persa de saludo entre individuos que se encontraban en un lugar público:

Cuando dos persas se encuentran en medio de la calle, se puede observar si ambos individuos son del mismo rango social. Si ambos individuos son iguales, se saludan besándose en la boca. Si en cambio, uno de los dos es levemente de menor rango, la salutación sera un beso en la mejilla. Si uno de las personas es de mucho menor rango de nobleza, el saludo será una leve inclinación en forma de respeto y veneración hacia el otro.
Heródoto

En el marco de la corte del Rey de Reyes, la proskynesis tenía una magnificencia y distinción aparte de la comentada por Heródoto. Seguramente el rey persa no era besado por sus súbditos en la boca, reservándose el saludo en la mejilla para aquellos miembros cercanos de la familia real, y siendo el más frecuente la leve inclinación del súbdito. La postración ante el rey quedaba para aquellos casos de extrema diferencia social o aquellos sátrapas o nobles caídos en desgracia, sea por rebeliones o conjuras, quienes se postrarían ante el Rey de Reyes implorando volver a gozar del favor real.
En las regiones occidentales del mundo civilizado, la costumbre de saludarse mediante un beso no era común. En el caso de la Hélade se reservaba exclusivamente a los ámbitos de adoración religiosa. La costumbre griega de postrarse era solamente en adoración a los dioses.
En particular, los helenos siempre sintieron aversión a tal práctica, llevando tal odio a situaciones embarazosas en cuestiones diplomáticas. La tozudez de los griegos quedó reflejada varias veces en embajadas diplomáticas ante la corte persa, donde los enviados rechazaban altivamente inclinarse ante un mortal, sin importar que fuera el mismo Rey de Reyes persa. Se cuenta una historia de un enviado diplomático griego que al momento de tener que efectuar la proskynesis ante el rey, procedió a dejar caer su anillo para inclinarse a recogerlo y así mostrar sus respetos al rey. Muchas de estas anécdotas tienden más a resaltar el orgullo de los griegos ante un adversario superior en vez de la tozudez de una práctica considerada aberrante fuera del ámbito de adoración religiosa.

## Situación deAlejandro

Recorrido de Alejandro y su ejército.

En Bactra, donde se encontraba persiguiendo a los últimos rebeldes persas asesinos de Darío III, Besos y Espitamenes, Alejandro Magno contrajo nupcias con Roxana, quien era hija de uno de los líderes tribales de la región y aliado de los rebeldes.
Alejandro Magno era virtualmente el rey de Asia, siendo la última resistencia la del sátrapa Besos, antiguo lugarteniente del difunto rey Darío III y asesino del mismo. En esta situación, el rey macedonio había dispuesto la política de incorporar a sus fuerzas militares a aquellos súbditos provenientes de Asia: medos, persas, babilonios, partos, escitas, etc.
En los últimos tres años de campaña, al ejército heleno se le habían unido brigadas persas para la campaña de la India; en la corte real, siete hijos del sátrapa Artabazo II, padre de Barsine, junto con hermanos y hermanas de Roxana, la hija del sátrapa Oxiartes, muchos miembros de la nobleza persa e incluso un nieto del último rey Artajerjes III Oco y un rajá fugitivo de la India. Es clara la política aplicada por Alejandro Magno al respecto: retener a familiares ya sea como ayudantes para salvar las dificultades del idioma y las costumbres, o como rehenes, a modo de seguro ante posibles traiciones o revueltas que pudieran ocasionar los familiares en satrapías o lugares distantes.
Así, la corte del rey macedónico había sufrido una transformación; un proceso de fusión que había comenzado cuando Alejandro Magno ni había llegado a Babilonia y se fue profundizando a medida que las fuerzas helenas avanzaban en el propio territorio persa. En la Bactriana la fusión había provocado que no fueran los griegos los únicos asistentes a la corte, sino también una multitud de orientales.
No solo en la corte se habían efectuado transformaciones. En el ejército mismo, la incorporación de distintos batallones provenientes de las provincias asiáticas, provocó una modificación profunda en la composición de las fuerzas. Ya no eran los macedonios la mayoría del ejército, sino que habían sido por lo menos igualados o superados levemente en cantidad efectivos.
La fusión de los dos pueblos que velozmente e implacablemente estaba impulsando el rey macedonio generaba nuevos puntos de tensión y potenciales conflictos en puertas. Mientras el trato en la corte macedonia respetaba los cánones griegos, en la corte persa, las costumbres variaban ostensiblemente.
La confluencia de las distintas culturas provocó una situación de crisis dado que en la mentalidad persa, Alejandro, como sucesor del Rey de Reyes, tenía una naturaleza sobrehumana. Los reyes persas no eran adorados como dioses, pero sí se les reconocía una naturaleza superior dentro del género humano. A su vez, los macedonios consideraban a su rey con distinción pero sin ser de naturaleza divina, siendo que para el resto de los griegos (atenienses, focenses, tesalios, etc.) era casi un igual con atenciones especiales.
El riesgo que corría Alejandro Magno era el de una pérdida de autoridad ante sus súbditos asiáticos si éstos, acostumbrados a un ritual de salutación y postración ante la autoridad real, observaran que los cortesanos griegos o macedonios no ejecutaban ritual alguno, más bien el trato era más llano y mucho menos ceremonial. Considerando el historial de revueltas (de palacio y de satrapías) que atormentaron al Imperio aqueménida en los últimos doscientos años, Alejandro Magno debió ponderar fuertemente el mantener el ceremonial real persa dada su fuerte connotación de autoridad.
Fue en esta situación que Alejandro Magno intentó implementar la proskynesis en su corte. Precisamente la tensión existente y las posteriores críticas observadas dieron lugar a distintas versiones de los hechos, las cuales todas tratan de lo mismo: un simple beso cortesano.

## La proskynesis
Alejandro intentó implementar el ritual de la proskynesis entre sus cortesanos macedónicos; ya que como sucesor de Darío III, Alejandro ya recibía los respetos de sus súbditos asiáticos por medio del beso cortesano.
La introducción del ritual entre los macedonios fue pensada en ser llevada a cabo en un banquete. Al mismo asistieron nobles persas junto con el cuerpo de oficiales macedónicos (Hefestión, Crátero, Pérdicas, Ptolomeo, etc.) Al final de la cena, cuando los asistentes se encontraron bebiendo, cada asistente llenaría una copa de oro con vino, se levantaría de su asiento y brindaría por la salud del rey. Hasta ahí era la costumbre corriente en los banquetes de la corte macedonia. En esta ocasión, a la vez que brindaba a la salud del rey, la persona se acercaría a Alejandro y besaría su mano, siendo una aproximación al ritual clásico persa. A su vez, Alejandro Magno devolvería la cortesía a su compañero macedonio con un beso como retribución.
Sucedió entonces, que Calístenes, al llegar su turno, bebió de la copa, olvidó la proskynesis y se acercó a Alejandro con la intención de que éste le diera un beso. El rey se encontraba conversando con Hefestión y no prestó atención al engaño de Calístenes; un guardia próximo a Alejandro había observado el incidente y procedió a mencionárselo al rey, quién ignoró a Calístenes. Este último se alejó del lugar lanzando una ironía hacia la persona del monarca.
Este fue el comienzo de la caída en desgracia del historiador de la corte Calístenes, quien meses después moriría en una situación aún no muy clara hoy.

## Versiones de los hechos
La sucesión de hechos graves que fueron degradando la relación de Alejandro Magno y sus súbditos macedónicos alimentaron las distintas versiones sobre la vida del rey macedonio. Es necesario destacar el incendio de Persépolis, los asesinatos por razones políticas de Parmenión y su hijo Filotas junto con seguidores y allegados, la adopción de los usos y costumbres de la corte persa (en especial el uso de diademas y el vestuario real persa), el homicidio de un miembro prominente del cuerpo de oficiales macedónico como lo era Clito el Negro, el incidente de la proskynesis, la caída en desgracia y muerte del historiador de la corte Calístenes, sobrino del tutor Aristóteles y la conspiración de los pajes. Todos estos hechos contribuyeron a originar las versiones de la decadencia, libertinaje y disipación en que había caído la vida del gran rey macedónico.
Estas versiones fueron grandemente corridas a posteriori de la muerte de Alejandro, principalmente en historiadores griegos y romanos, en muchos casos siglos posteriores y condicionados a puntos de vista filosóficos imperantes al momento de narrar la vida del rey heleno.